# ایستگاه قطار شهری طالقانی
ایستگاه قطار شهری طالقانی پانزدهمین ایستگاه‌ خط ۱ قطار شهری مشهد است که در ابتدای بلوار احمدآباد، چهار راه کلاهدوز قرار دارد.
از این ایستگاه ۶ خط اتوبوس‌رانی مشهد و حومه می‌گذرد.